# مسا (واشینگتن)
مسا (به انگلیسی: Mesa) شهری در شهرستان فرانکلین ایالت واشنگتن است که در سرشماری سال ۲۰۱۰ میلادی، ۴۸۹ نفر جمعیت داشته است. 